# Mons Maraldi

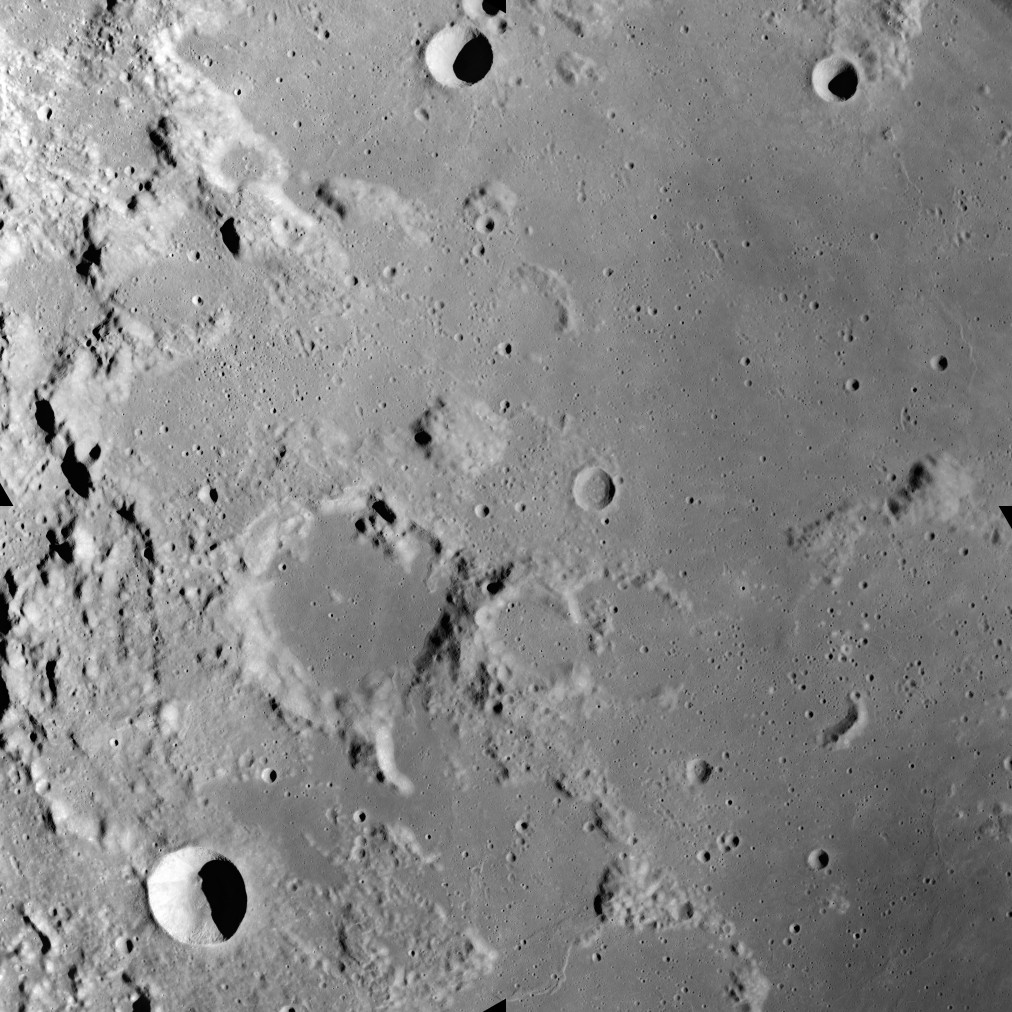
Al centro la cupola del Mons Maraldi e proprio a sudovest il cratere sommerso Maraldi

Il Mons Maraldi è un monte lunare denominato così per la sua vicinanza con il cratere Maraldi. Copre un'area di circa 15 km di diametro e raggiunge un'altezza di 1,3 km.